# روبرت كوغان
روبرت كوغان (بالإنجليزية: Robert Coogan) مواليد 13 ديسمبر 1924 في غلينديل، الولايات المتحدة - الوفاة 12 مايو 1978، هو ممثل أمريكي بدأ مسيرته الفنية سنة 1931. امتدت مسيرته الفنية لأكثر من 31 عاما.
من أعماله سكيبي.

## روابط خارجية
- روبرت كوغان على موقع IMDb (الإنجليزية)
- روبرت كوغان على موقع قاعدة بيانات الفيلم (الإنجليزية)